# Tiny house
A tiny house (szó szerint „apró ház”) egy rendkívül kis alapterületű lakóegység, jellemzően legfeljebb 37 m²-es területtel. Ez az építészeti és életmódbeli koncepció a minimalista, fenntartható életforma szimbólumává vált, alacsonyabb költségekkel, kisebb ökológiai lábnyommal és fokozott mobilitással.

## Történelem
Az apró lakóépületek gondolata nem új keletű – különböző kultúrákban évszázadok óta jelen vannak. A modern tiny house mozgalom az Egyesült Államokban indult az 1990-es évek végén, és a 2008-as gazdasági válság után terjedt el szélesebb körben.

## Tervezés és kivitelezés
A tiny house lehet mobilis (például utánfutón) vagy állandó alapokon álló szerkezet. Az építés során gyakran használnak fát, acélt, SIP-panelekeket vagy újrahasznosított tengeri konténereket. Tipikus elrendezése magában foglalja a nappalit, kis konyhát, fürdőszobát és egy galériás hálóteret.
Egyes esetekben alternatív építési megoldásokat is alkalmaznak, például rugalmas konténermodulokat vagy olyan rendszereket, amelyeket eredetileg folyadékok és ömlesztett anyagok szállítására használtak, de ma már a moduláris építészetben is helyet kapnak.

## Előnyök és hátrányok

### Előnyök
- alacsony építési és fenntartási költségek,
- kisebb környezeti terhelés,
- lehetőség önellátó energetikai rendszerre,
- mobilitás.

### Hátrányok
- korlátozott élettér,
- jogi bizonytalanságok (pl. lakcímbejelentés, építési engedély),
- kevésbé ideális többtagú családok számára.

## A tiny house Magyarországon
Magyarországon is növekvő érdeklődés tapasztalható az alternatív lakhatási formák iránt, különösen fiatalok és környezettudatos egyének körében. Megjelennek mind hagyományos faépítésű, mind konténeralapú vagy előregyártott moduláris megoldások. Az engedélyezés és szabályozás területenként eltérő.

## Környezeti szempontok
Sok tiny house önellátó módon működik: napelemeket, esővízgyűjtő rendszereket és komposztáló WC-ket alkalmaznak. Kis méretük révén alacsony energiafogyasztással és kisebb karbonlábnyommal rendelkeznek.

## Válsághelyzeti felhasználás
Tiny house-okat egyre gyakrabban használnak ideiglenes lakhatási megoldásként katasztrófahelyzetekben, hajléktalan emberek elhelyezésére vagy lakáshiánnyal küzdő térségekben.